# Backstreet Boys
Backstreet Boys (v překladu "chlapci ze zadní ulice") jsou americká hudební skupina, která se řadí mezi nejúspěšnější boy bandy v historii. Prodali přes 100 milionů alb  a jsou nejprodávanějším boy bandem všech dob.
V roce 2005 se po pauze vrátili na hudební scénu a změnili svůj styl hudby a začali více klást důraz na hudební nástroje. Dne 23. června 2006 kapelu opustil Kevin Richardson, ale seskupení pokračuje v kariéře i nadále ve čtyřech.

## Historie

### 1993 – 95: Začátky
Kapelu stvořil americký businessman Lou Pearlman, kterého nejvíce inspiroval úspěch New Kids on the Block v 80. letech. Po řadě konkurzů v letech 1992 a 1993 měl tři chlapce, těmi byli AJ McLean , Nick Carter a Howie Dorough. Posledními členy byli Kevin Richardson a jeho bratranec Brian Littrell, který se stal členem kapely na základě konkurzu přes telefon.
Lou Pearlman poprosil svého přítele, aby produkoval a napsal první písně kapely. První koncert měla kapela 8. června 1993 v Orlandu na Floridě, který navštívilo 3 000 mladistvých. Další vystoupení měli na školách a v marketech.
V Evropě jejich popularita rostla až v roce 1996 ocenění od německých diváků pro nejlepší mezinárodní kapelu a jejich píseň I'll Never Break Your Heart se dostala na první místo rakouské hitparády. Jejich album se dočkalo velkých úspěchů. Platinové bylo v Německu a absolvovali turné po Asii a Kanadě. Stali se nejúspěšnějším debutujícím umělcem.

### 1996–97: Debut, celosvětový úspěch a Backstreet's Back
V roce 1997 získali v USA velkou popularitu formace jako Hanson nebo Spice Girls. Proto se manažer a nahrávací společnost Jive Records rozhodli vydat album i ve Spojených státech. Do té doby kapela prodala 8,5 milionů desek po celém světě. Prvním singlem, který vyšel, byla píseň Quit Playing Games with My Heart, která vyšla v srpnu 1996 a vyletěl na první místa téměř ve všech hitparádách na celém světě. V Billboard Hot 100 se dostal na druhé místo a obou alb se prodalo přes 28 milionů kusů.
V roce 1997 začala vést kapela i soudní řízení se svým manažerem Louem Pearlmanem, který si bral 75 % zisků kapely a peníze vkládal do svého dalšího projektu 'N Sync.
V roce 1998 musel hlavní zpěvák Brian Littrell podstoupil operaci srdce, kterou kvůli povinnostem v kapele už dvakrát odložil. Později musela kapela rušit i vystoupení v Minnesotě, jelikož sestra Howieho Dorougha zemřela. V říjnu obdržela kapela klíč od města Orlando za charitativní pomoc.
Dne 17. února 1999 obdržela kapela za svou debutovou desku diamantové ocenění pro 10 milionů prodaných kusů. V tomto roce také skončil soudní spor s jejich manažerem, který ukončili dohodou. Kapela manažera vyplatila a on na oplátku odešel.

### 1998 – 99: Millennium
Dne 18. května 1999 vydala kapela další desku nazvanou Millennium a hned v prvním týdnu se prodalo přes 1,13 milionu kopií. Album se stalo nejrychleji prodávaným albem a časopis Rolling Stone oznámil, že by čísla prodeje za první tři týdny byla ještě větší, kdyby byly větší zásoby na skladech.
Desky se prodalo přes 40 milionů kopií. První singl z desky, který se jmenoval I Want It That Way, se dostal na první místo v celkem 18 zemích na celém světě. Deska samotná obdržela zlaté nebo platinové ocenění ve 45 zemích a získala pět nominací na cenu Grammy Award. V srpnu se vydala kapela na turné a 765 000 lístků bylo rozprodáno během několika hodin.
Ohromný úspěch alba Millennium jim vynesl i novou nahrávací smlouvu v hodnotě 60 milionu dolarů.

### 2000–01: Black and Blue a The Hits – Chapter One
V listopadu 2000 vydala kapela další desku nazvanou Black & Blue. Během propagace vytvořili další rekord. Během sta hodin navštívili všech pět kontinentů. Alba se prodalo v prvním týdnu přes 1,9 milionu kusů, a stali se tak první kapelou, které se podařilo se dvěma alby prorazit hranici jednoho milionu prodaných nosičů během jednoho týdne. Celkově se alba prodalo přes 15 milionů.
V roce 2001 vyjela skupina na celosvětové turné, to ale muselo být přerušeno, protože AJ McLean se musel léčit z depresí a drog. Turné odložili až na září 2001. Dne 11. září 2001 ale při útocích na obchodní centrum zemřel člen jejich crew se svou těhotnou manželkou. Přesto na turné vyjeli.
V říjnu 2001 vydala kapela kolekci svých největších hitů nazvanou The Hits: Chapter One. Album obsahovalo všechny zásadní písně skupiny a celosvětový prodej činil 6 milionu kusů.

### 2002–04: Přestávka
V roce 2002 skupina odešla od své zastupitelské společnosti The Firm s touhou si odpočinout. Nick Carter vydal své sólové album, které nazval Now or Never a nejvýše se dostalo v USA na 17. místo. V listopadu 2002 se Brian Littrell stal otcem. Alex McLean přijal pozvání do známé Show Oprah Winfrey, kde přiznal, že užíval drogy i alkohol. Překvapivě se v show objevil i zbytek kapely a po dvou letech společně zazpívali.

### 2004–06: Never Gone a Richardsonův odchod

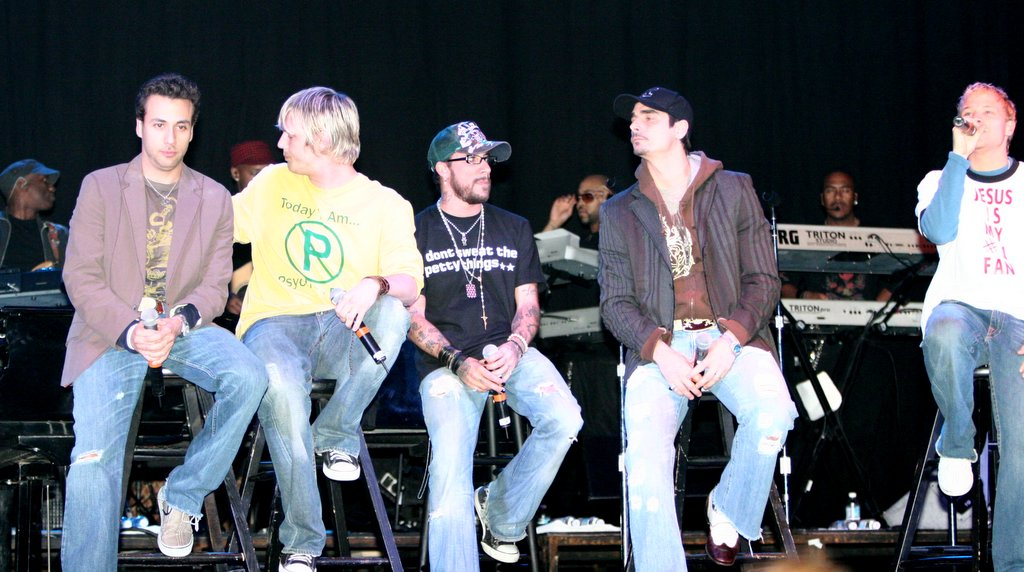
Backstreet Boys na KISS FM Jingle Bell Bash 8.

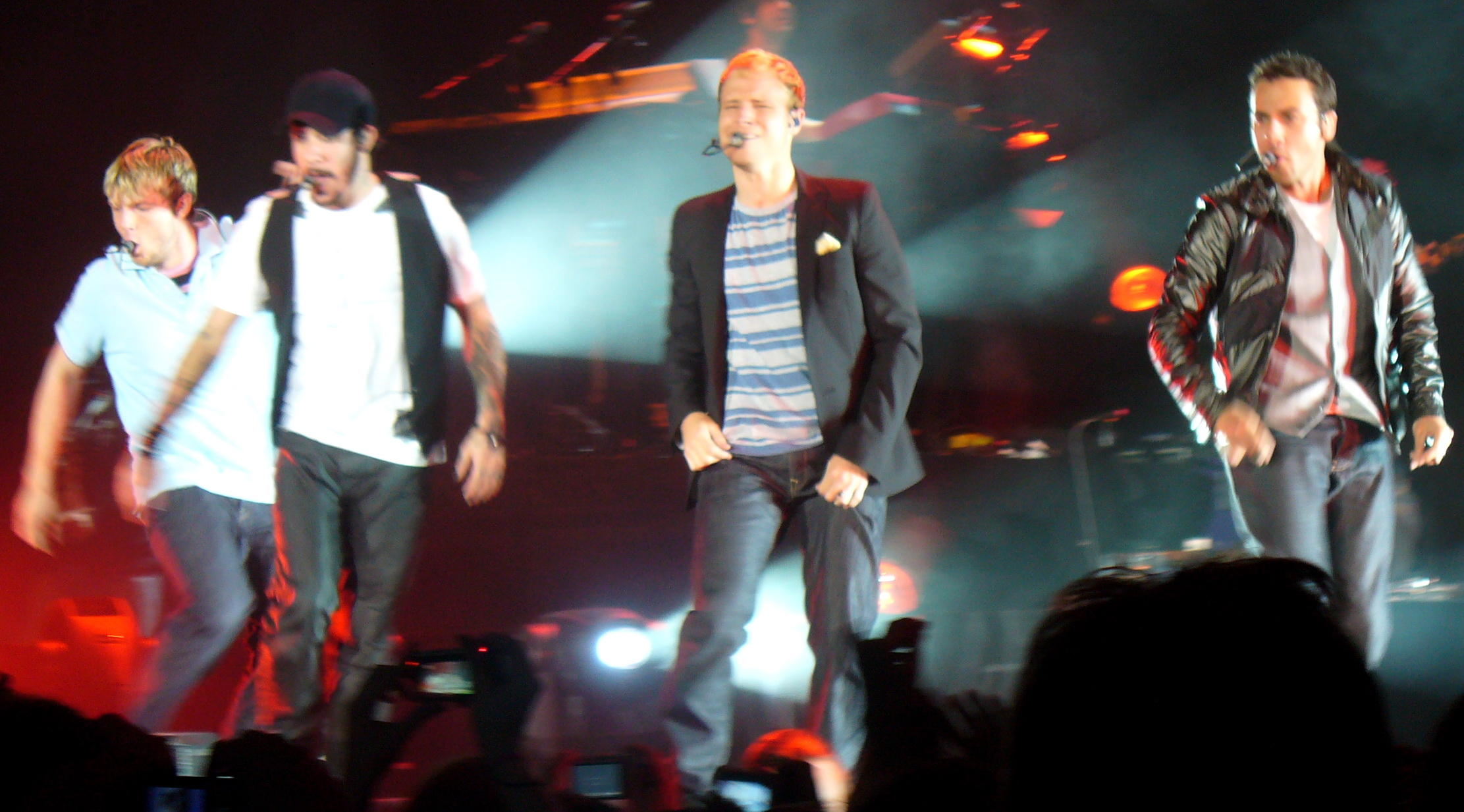
Backstreet Boys na Unbreakable Tour bez Richardsona.

Po tříleté pauze vyšel v roce 2005 singl Incomplete a následovalo i album nazvané Never Gone. Album dostalo název po písni, kterou napsal Kevin Richardson pro svého otce, který zemřel. Album se ale nedočkalo příliš kladného přijetí, jelikož kapela rázně změnila styl a to se nelíbilo fanouškům ani kritikům.
V tom samém roce vydal své sólové album i hlavní zpěvák Brian Littrell. Album se jmenuje Home Alone a umístilo se na prvním místě americké křesťanské albové hitparády.
Dne 23. června 2006 opustil skupinu nejstarší člen Kevin Richardson s tím, že se chce věnovat svým záležitostem, ale kapele popřál do budoucnosti jen to nejlepší.

### 2006–11: Unbreakable a This Is Us
Novější album, které vyšlo v roce 2007 je žánrově různorodé. První singl z alba dostal název Inconsolable.
Nejnovější album bylo vydáno na začátku roku 2009 a podle něho se také jmenuje celosvětové turné, kterého se zúčastnili AJ McLean , Howie Dorough, Nick Carter a Brian Littrell. Album pojmenovali podle nejnovějšího singlu This is us.
Jedna z jejich zastávek ve svém turné byla také v ČR a to 30. listopadu 2009.

## Diskografie

### Alba
| 1996 | Backstreet Boys - 1. studiové album - Vydáno: 6. května 1996                                                 | - | 12 | Celosvětově: 11 milionů+ Certifikace: Zlato      |
| 1997 | Backstreet Boys - 1. studiové album v USA - Vydáno: 12. srpna 1997                                           | 4 | -  | Celosvětově: Certifikace: 14× Platina            |
| 1997 | Backstreet's Back - 2. studiové album - Vydáno: 30. srpna 1997                                               | - | 2  | Celosvětově: 28 milionů+ Certifikace:4x Platina  |
| 1999 | Millennium - 3. studiové album - Vydáno: 18. května 1999                                                     | 1 | 2  | Celosvětově: 40 milionů+ Certifikace:13x Platina |
| 2000 | Black & Blue - 4. studiové album - Vydáno: 21. listopadu 2000                                                | 1 | 13 | Celosvětově: 15 milionů+ Certifikace:8x Platina  |
| 2001 | The Hits: Chapter One - Kompilace - Vydáno: 30. října 2001                                                   | 4 | 5  | Celosvětově: 6 milionů+ Certifikace:Platina      |
| 2005 | Never Gone - 5. studiové album - Vydáno: 14. června 2005                                                     | 3 | 11 | Celosvětově: 10 milionů+ Certifikace: Platina    |
| 2007 | Unbreakable - 6. studiové album - Vydáno: 30. října 2007                                                     | 7 | 21 | Celosvětově: 6 milionu+ Certifikace              |
| 2009 | This Is Us - 7. studiové album - Vydáno: 30. října 2009 - In A World Like This - Vydáno: - 24. července 2013 | - | -  | Celosvětově: -+ Certifikace                      |
| 2019 | DNA - 8. studiové album - Vydáno: 25. ledna 2019                                                             | - | -  | Celosvětově: +- Certifikace                      |

### Singly
| Rok  | Název                                 | Umístění | Umístění | Umístění | Umístění | Umístění | Umístění | Umístění | Umístění | Umístění | Umístění              | Umístění |
| Rok  | Název                                 | USA      | UK       | IR       | AUS      | NZ       | NĚM      | NL       | ŠVÉ      | ŠVÝ      |                       |          |
| ---- | ------------------------------------- | -------- | -------- | -------- | -------- | -------- | -------- | -------- | -------- | -------- | --------------------- | -------- |
| 1995 | "We've Got It Goin' On"               | 69       | 3        | 17       | —        | 36       | 4        | 5        | 14       | 3        | Backstreet Boys       |          |
| 1996 | "Get Down (You're the One For Me)"    | —        | 14       | 19       | 44       | 34       | 5        | 3        | 17       | 7        | Backstreet Boys       |          |
| 1997 | "Anywhere For You"                    |          | 4        | 16       | 3        | —        | 3        | 7        | 18       | 3        | Backstreet Boys       |          |
| 1997 | "Quit Playin' Games (With My Heart)"  | 2        | 2        | 10       | 27       | 27       | 1        | 7        | 15       | 1        | Backstreet Boys       |          |
| 1997 | "As Long as You Love Me "             | —        | 3        | 6        | 2        | 1        | 3        | 5        | 4        | 4        | Backstreet Boys       |          |
| 1997 | "Everybody (Backstreet's Back)"       | 4        | 3        | 10       | 3        | 6        | 2        | 5        | 4        | 2        | Backstreet Boys       |          |
| 1997 | "I'll Never Break Your Heart"         | 35       | 8        | 19       | 10       | 11       | 5        | 3        | 7        | 2        | Backstreet Boys       |          |
| 1998 | "All I Have to Give"                  | 5        | 2        | 6        | 4        | 3        | 8        | 7        | 6        | 8        | Backstreet Boys       |          |
| 1999 | "I Want It That Way"                  | 6        | 1        | 3        | 2        | 1        | 1        | 1        | 2        | 1        | Millenium             |          |
| 1999 | "Larger than Life"                    | 25       | 5        | 9        | 3        | 11       | 5        | 6        | 4        | 10       | Millenium             |          |
| 2000 | "Show Me the Meaning of Being Lonely" | 6        | 3        | 5        | 19       | 2        | 3        | 2        | 2        | 2        | Millenium             |          |
| 2000 | "The One"                             | 30       | 8        | 19       | 41       | 15       | 15       | 21       | 25       | 19       | Millenium             |          |
| 2000 | "Shape of My Heart"                   | 9        | 4        | 6        | 5        | 1        | 2        | 3        | 1        | 1        | Black & Blue          |          |
| 2001 | "The Call"                            | 52       | 8        | 17       | 19       | 19       | 17       | 9        | 5        | 30       | Black & Blue          |          |
| 2001 | "More Than That"                      | 27       | 12       | 21       | 25       | 29       | 25       | 28       | 11       | 28       | Black & Blue          |          |
| 2001 | "Drowning"                            | 28       | 4        | 10       | 49       | 27       | 11       | 13       | 3        | 13       | The Hits: Chapter One |          |
| 2005 | "Incomplete"                          | 13       | 8        | 5        | 1        | 12       | 3        | 4        | 9        | 3        | Never Gone            |          |
| 2005 | "Just Want You to Know"               | 70       | 8        | 15       | 22       | —        | 20       | 27       | 28       | 29       | Never Gone            |          |
| 2005 | "Crawling Back to You"                | —        | —        | —        | —        | —        | —        | —        | —        | —        | Never Gone            |          |
| 2005 | I Still..."                           | —        | —        | —        | 16       | —        | 45       | 78       | 35       | 56       | Never Gone            |          |
| 2007 | "Inconsolable"                        | 86       | 24       | 36       | 43       | —        | 17       | 38       | 22       | 8        | Unbreakable           |          |
| 2008 | "Helpless When She Smiles"            | —        | —        | —        | —        | 34       | 34       | 83       | —        | —        | Unbreakable           |          |
| 2008 | "Everything But Mine"                 | —        | —        | —        | —        | —        | —        | —        | —        | —        | Unbreakable           |          |